# Rafael Enrique Pérez Almeida
Rafael Enrique Pérez Almeida, noto semplicemente come Rafa Pérez (Cartagena de Indias, 9 gennaio 1990), è un calciatore colombiano, difensore dell'Atlético Junior.